# Katrina Law
Katrina Law (Filadèlfia, 30 de setembre de 1985) és una actriu i cantant estatunidenca. És coneguda per interpretar els papers de Mira a la sèrie de televisió Spartacus de Starz, a les temporades anomenades a Blood and Sand i Vengeance; Nyssa al Ghul a la sèrie de televisió Arrow de The CW; Karen Beach a la sèrie The Oath de Sony Crackle i Quinn Liu a la sèrie Hawaii Five-0 de CBS.
És la cantant principal de la banda Soundboard Fiction, de la qual és membre fundadora.

## Primers anys de vida
Law va néixer a Filadèlfia i va créixer a Deptford Township, Nova Jersey. La seva mare és taiwanesa i el seu pare és d'origen alemany i italià. Va començar a cantar als sis anys i toca tant la guitarra acústica com el baix. Quan era adolescent, va ser coronada Miss New Jersey Teen USA.

## Carrera
Law va treballar al costat del director Adrian Picardi amb els productors Eric Ro i Don Le, per crear una sèrie web de baix pressupost anomenada The Resistance. Picardi va ser el creador i director oficial de la sèrie. Starz va recollir el programa més tard, cosa que va portar al càsting de Law per a Spartacus: Blood and Sand el 2009. El 2011, Law va completar un projecte orientat a l'acció anomenat 3 Minutes amb el director Ross Ching, els productors Don Le i George Wang, protagonitzat per Harry Shum, Jr., Stephen "tWitch" Boss, i ella mateixa.
Del 2014 al 2020, va tenir un paper recurrent a la sèrie de televisió Arrow de The CW com a Nyssa al Ghul, la filla del famós líder de la League of Assassins, Ra's al Ghul.
L'any 2019, Law va ser codirectora del pilot Alive de la CBS, com la forense Elizabeth Lavenza, el marit de la qual Mark Escher (Ryan Phillipe) és tornat a la vida pel misteriós Dr. Frankenstein (Aaron Staton). Més tard aquell any es va unir al repartiment de Hawaii 5.0 de CBS per a la desena temporada de la sèrie. El març de 2021, Law va ser escollida per a la divuitena temporada de NCIS pel paper de Jessica Knight. Va aparèixer als dos últims episodis de la temporada amb el potencial de convertir-se en una habitual de la sèrie si es renovava per a una dinovena temporada, com més tard es va confirmar. El gener de 2022, es va anunciar que el personatge NCIS de Law passaria a NCIS: Hawaiʻi per a un episodi.

## Vida personal
Law es va casar amb l'actor Keith Andreen el gener de 2013. El desembre de 2018 va donar a llum una filla anomenada Kinley.

## Filmografia

### Pel·lícula
| Any  | Pel·lícula             | Paper                 | Notes                                                                               |
| ---- | ---------------------- | --------------------- | ----------------------------------------------------------------------------------- |
| 2000 | Lucky Numbers          | Noia adolescent       | també conegut com a Lucky Number (Japonès: títol en anglès)                         |
| 2001 | Bottomfeeders          | Ursula                |                                                                                     |
| 2002 | Emmett's Mark          | Francine              | també coneguda com Killing Emmett Young (títol del vídeo)                           |
| 2005 | Choker                 | Santo                 | també coneguda com a Disturbance (títol de la caixa del DVD)                        |
| 2006 | All In                 | Distribuïdor número 1 |                                                                                     |
| 2007 | A New Tomorrow         | Katherine Schatz      |                                                                                     |
| 2008 | Stiletetto             | Biker Chick No 2      | Pel·lícula directe a vídeo; també conegut com Velvet Spider (Japó: títol en anglès) |
| 2009 | Alpha Males Experiment | Jemma                 | originalment titulat Knuckle Draggers                                               |
| 2010 | The Grind              | Jemma                 |                                                                                     |
| 2011 | 3 Minutes              | Caçadora              | Pel·lícula curta                                                                    |
| 2015 | Death Valley           | Annie Gunn            | [ 19 ]                                                                              |
| 2015 | Checkmate              | Katana                |                                                                                     |
| 2017 | Darkness Rising        | Izzy                  |                                                                                     |
| TBA  | Mafiosa                | Alex Johnson          | produït el 2010, però no llançat                                                    |

### Televisió
| Any          | Pel·lícula                                | Paper                 | Notes                                                                 |
| ------------ | ----------------------------------------- | --------------------- | --------------------------------------------------------------------- |
| 2001         | Third Watch                               | Ani Bailey            | Episodi: "Man Enough"                                                 |
| 2002         | Reba                                      | Morgan Brooks         | Episodi: "The King and I"                                             |
| 2003         | 44 Minutes: The North Hollywood Shoot-Out | Kate                  | Pel·lícula de televisió                                               |
| 2006         | If You Lived Here, You'd Be Home Now      | N/A                   | Pel·lícula de televisió                                               |
| 2007         | The Rookie: CTU                           | Kate Wyman            | Sèrie web (derivada de 24); paper principal (temporada 3), 6 episodis |
| 2009         | Chuck                                     | Alexis                | Episodi: "Chuck Versus the Beefcake"                                  |
| 2010         | Spartacus: Blood and Sand                 | Mira                  | Paper recurrent, 5 episodis                                           |
| 2010         | Legend of the Seeker                      | Garren the Mord Sith  | Episodis: "Walter", "Extinction", and "Tears"                         |
| 2010         | The Resistance                            | Lana                  | Sèrie web; paper principal, 8 episodis                                |
| 2012         | Spartacus: Vengeance                      | Mira                  | Paper principal, 10 episodis                                          |
| 2013         | Ch:os:en                                  | Amber                 | 2 episodis                                                            |
| 2013         | Snow Bride                                | Greta Kaine           | Pel·lícula de televisió (Hallmark Channel)                            |
| 2014–2020    | Arrow                                     | Nyssa al Ghul         | Paper recurrent, 20 episodis                                          |
| 2015         | 12 Gifts of Christmas                     | Anna Parisi           | Pel·lícula de televisió (Hallmark Channel)                            |
| 2015         | Guilt                                     | Natalie               | Pilot per televisió (no emés)                                         |
| 2016         | Legends of Tomorrow                       | Nyssa al Ghul         | Episodi: "River of Time"                                              |
| 2017         | Training Day                              | Detective Rebecca Lee | Paper principal                                                       |
| 2018–2019    | The Oath                                  | Karen Beach           | Paper principal                                                       |
| 2018–present | Sacred Lies                               | Miss Bailey           | Paper recurrent                                                       |
| 2019–2020    | Hawaii Five-0                             | Quinn Liu             | Paper principal (temporada 10)                                        |
| 2020         | Magnum P.I.                               | Quinn Liu             | Episodi: "Desperate Measures"                                         |
| 2020         | Christmas with the Darlings               | Jessica Lew           | Pel·lícula de televisió (Hallmark Channel)                            |
| 2021–present | NCIS                                      | Jessica Knight        | Convidada (temporada 18); paper principal (temporada 19)              |
| 2022         | NCIS: Hawaii                              | Jessica Knight        | Convidada                                                             |

## Discografia
Àlbums amb Soundboard Fiction
| Any  | Títol              | Ref          |
| ---- | ------------------ | ------------ |
| 2010 | Soundboard Fiction | [ 2 ] [ 25 ] |
| 2012 | Truth and Lies     | [ 2 ] [ 26 ] |
| 2016 | Ghost Town         | [ 2 ] [ 27 ] |
| 2018 | Electric Halo      | [ 2 ] [ 28 ] |

## Vídeos musicals
| Any  | Títol                | Ref           |
| ---- | -------------------- | ------------- |
| 2014 | Wash Me in the Water | [ 29 ] [ 30 ] |
| 2016 | Ghost Town           | [ 31 ] [ 30 ] |